# Захаров, Вениамин Александрович
Вениамин Александрович Захаров (12 декабря 1954, починок Казанский, Марийская АССР) — марийский композитор, член Союза композиторов СССР (1979), лауреат Государственной молодёжной премии имени Олыка Ипая (1986), лауреат Государственной премии Республики Марий Эл (1991), Заслуженный деятель искусств Республики Марий Эл (1996), лауреат театральной премии имени Йывана Кырли (2005).

## Биография
Первоначальное музыкальное образование получил в музыкально-художественной школе-интернате № 1 (ныне НПШИ № 1) города Йошкар-Олы, которую окончил в 1969 году по классу скрипки. Затем поступил в музыкальное училище имени И. С. Палантая на теоретическое отделение. Композицией начал заниматься ещё во время учёбы в школе под руководством П. М. Двойрина. В училище его наставниками по сочинению были И. Н. Молотов и А. Б. Луппов, у которого он продолжил своё образование в Казанской государственной консерватории (1973—1978).
После окончания консерватории и службы в рядах Советской Армии работал в Республиканском русском драматическом театре (1982—1987).
В 1986 году стал лауреатом Государственной молодёжной премии имени Олыка Ипая.
С 1987 года является заведующим музыкальной частью в Республиканском театре кукол.
Творчество Захарова разнообразно по жанрам. В ранний период заметное предпочтение отдает камерной музыке: соната для скрипки соло, партита для флейты, кларнета и фагота, «Предание» для флейты и ансамбля гусляров, «Нежность» для ансамбля скрипачей, вокальные циклы.
Позднее обращается к песенному жанру, интенсивно работает над созданием музыки к театральным спектаклям (более 30), причем, приоритетным направлением избирает детскую тематику.
В 1991 году стал лауреатом Государственной премии Республики Марий Эл за кантату для детского хора «Чавайнлан семаршаш» (Венок Чавайну).